# فرانسيس ويلسون غرايسون
فرانسيس ويلسون غرايسون (بالإنجليزية: Frances Wilson Grayson)‏ هي طيارة أمريكية، ولدت في 1890 في شيروكي فيليج في الولايات المتحدة، وتوفيت في 25 ديسمبر 1927 في دومينيون نيوفاوندلاند.